# Eduard Popp
Eduard Popp (Barnaul, 1991. június 16. –) német kötöttfogású birkózó. A 2018-as birkózó-világbajnokságon a bronzmérkőzésig jutott 130 kg-os súlycsoportban, kötöttfogásban. A 2016-os katonai közelharc világbajnokságon ezüstérmet szerzett 130 kg-ban.

## Sportpályafutása
A 2018-as birkózó-világbajnokságon a bronzmérkőzésig jutott. Ellenfele a dél-koreai Kim Minszok volt.